# Descurainia nana
Descurainia nana är en korsblommig växtart som beskrevs av M.C. Romanczuk. Descurainia nana ingår i släktet stillfrön, och familjen korsblommiga växter. Inga underarter finns listade i Catalogue of Life.